# Битка при Йена-Ауерщед
Битка при Йена-Ауерщед (на немски: Schlacht bel Jena und Auerstedt, на френски: Battile d'Iéna) са две битки: при Йена и Ауерщед на територията на Прусия., проведени едновременно на 14 октомври 1806 г. между силите на Наполеон I от Франция и Фридрих Вилхелм III, в началото на войната на Четвъртата коалиция по време на Наполеоновите войни. Битката завършва с решителна победа на Франция, а поражението, претърпяно от пруската армия, подчинява Кралство Прусия на Френската империя до 1813 г. и сформирането на Шестата коалиция.
Някои военни, които по-късно участват в реформирането на пруската армия, присъстват в битката, сред тях Гебхард фон Блюхер, Карл фон Клаузевиц, Август Нейдхард фон Гнайзенау, Герхард фон Шарнхорст и Херман фон Бойен.

## Предистория
Още от края на войната на Третата коалиция Наполеон поддържа висока бойна готовност. Наполеон иска да застави Прусия да приеме решителна битка, както Австрия при Аустерлиц и да изпревари пруската атака. Голяма част от Великата армия (Grande Armée) е позиционирана в днешен Баден-Вюртемберг така, че да се отправи на северозапад към Саксония и Берлин. По този начин той би отрязал прусаците от Елба и би ги въвлякъл в сражение преди руските войски да могат да им се притекат на помощ.
Наполеон придвижва армия от 180 000 души през Франконската гора. Междувременно пруската армия очаква настъплението на Наполеон с войска от около 130 000 прусаци и 20 000 саксонци, но от друга посока. Фридрих Вилхелм III разполага около 51 000 души на 24-километров фронт между Ваймар и Йена под командването на Фридрих Лудвиг, принц Хоенлое и 63 000 души под командването на Брауншвайгския херцог Карл Вилхелм Фердинанд в Ауерщед. Освен това в сравнение с модерната, стегната структура на Великата армия, пруското командване е раздуто и неефективно; ключовите роли са разпределени между множество офицери, създавайки несигурност и разногласия при координирането на действията. Липсва и куриерска система за бързо предаване на съобщенията; ако заповедите се променят, се губи ценно време, за да се направят необходимите корекции.

## Ход на военните действия
Битките започват, когато части от основните сили на Наполеон се сблъскват с войските на Хоенлое близо до Йена. Първоначално разполагащ с 48 000 души, императорът увеличава силите си до 96 000 души и постига бързо локално превъзходство благодарение на внимателно планираните им позиции. За да посрещнат атаката при Йена, 38 000 прусаци се налага да се обърнат кръгом. Те схващат ситуацията бавно и реагират още по-бавно. От Ваймар трябва да пристигне подкрепление от 15 000 души на Рухел, но много преди това силите на Хоенлое са разбити с 10 000 убити или ранени и 15 000 пленени. След като най-накрая Рухел пристига с войските си на бойното поле, Хохенлое поема лично командването, но въпреки това прусаците са победени и обърнати в бягство, като Рухел е ранен. Битката при Йена е ожесточена, с 5000 французи, убити, ранени или пленени; а Наполеон погрешно смята, че се е бил срещу основната част на пруската армия.
На 21 км на север при Ауерщед френските генерали Даву, и Бернадот получават заповед да се притекат на помощ на Наполеон. Даву се отправя през Екартсберга, Бернадот през Дорнбург. Пътят на Даву на юг обаче е блокиран от пруските главни сили от 64 000 души, включително пруския крал, херцога на Брунсуик и фелдмаршалите фон Мьолендорф и фон Калкройт. Завързва се жестока битка. Въпреки че врагът превъзхожда французите повече от два пъти, отлично обученият и дисциплиниран III корпус на Даву отбива многократни атаки, преди в крайна сметка да предприеме офанзива и да обърне прусаците в бягство. Маршал Бернадот се намира в близост и до двете битки, но не предприема нищо, за да се притече на помощ на Даву, отказва да поеме инициативата и вместо това спазва последните писмени заповеди на Наполеон.
Загубите на французите са около 12 000 души, докато на прусаците и саксонците са двойни – 24 000, както и 20 000 военнопленници.

## След битката
Първоначално Наполеон не вярва на новината, че оставеният сам корпус на Даву е победил без помощ пруската основна сила и казва „Вашият маршал трябва да вижда двойно!“, намек за лошото зрение на Даву. Когато обаче нещата стават по-ясни, императорът не пести похвалите си и по-късно Даву получава титлата „херцог на Ауерщед“. Лан, героят от Йена, не получава такива почести.
Около една седмица след двойната битка липсата на действие от страна на Бернадот буди спорове. Бернадот за последен път получава ясни писмени заповеди в деня преди битката. Те гласят, че неговият I корпус, заедно с III корпус на Даву, трябва да прекъснат планираната линия за отстъпление на прусаците. Той единствен от маршалите не получава актуализирани, писмени заповеди в нощта на 13 октомври. В ранните часове на 14 октомври Даву получава депеша от Бертие, в която пише: „Ако принцът на Понте Корво [Бернадот] е с вас, можете двамата да марширувате заедно, но императорът се надява, че той ще бъде на позицията, която беше посочена в Дорнбург.“ Даву предава тази заповед на Бернадот, когато двамата се срещат в 04:00 същата сутрин. По-късно Бернадот цитира зле формулираната, двусмислена устна заповед като оставяща решението на него и че той се съобразява с желанието на Наполеон да бъде в Дорнбург, вместо да придружи Даву. Освен това, когато научава за затрудненията на Даву, Бернадот не знае, че пруските главни сили са пред III корпус, тъй като според Наполеон те са в Йена. Поради това той не се притича на помощ на Даву, а позиционира I корпус в пруския тил на възвишенията на Аполда, което между другото има предвидения ефект, тъй като прусаците при Йена се оттеглят, след като виждат френски войски да заемат линията им за отстъпление.
Даву и Бернадот по-късно стават люти врагове. От своя страна, Наполеон по-късно заявява на Света Елена, че поведението на Бернадот (въпреки че той изпълнява заповедите на Наполеон) е позорно и че ако не е привързаността му към съпругата на Бернадот Дезире Клари (бившата годеница на Наполеон), той би наредил Бернадот да бъде разстрелян. Съвременни доказателства обаче сочат, че далеч от сцените на взаимни обвинения и обиди, отправени от Даву и неговите адютанти срещу Бернадот през нощта на битките, Наполеон не е знаел, че нещо не е наред, доколкото I корпус е изиграл ролята, възложена му от императора.
От пруска страна Брунсуик е смъртоносно ранен при Ауерщед и през следващите няколко дни останалите сили не успяват да окажат сериозна съпротива на безмилостното кавалерийско преследване на Мюра. При капитулацията на Ерфурт на 16 октомври голяма част от пруските войски попадат в плен без почти нито един изстрел. Бернадот смазва пруската резервна армия на Евгений фон Вюртемберг, на 17-ти в битката при Хале, частично изкупвайки вината си в очите на Наполеон. Като признание за славната му победа при Ауерщед, Наполеон отстъпва на Даву честта да влезе първи в Берлин и на 25 октомври Даву триумфално въвежда изтощения си III корпус в Берлин. Войските на Хоенлое се предават на 28 октомври след битката при Пренцлау, последвана скоро след това от капитулацията на Пазевалк. Французите се спускат и пленяват няколко малки пруски колони при Болдеков на 30 октомври, Анклам на 1 ноември, Волгаст на 3 ноември и Висмар на 5 ноември.
В началото на ноември западно от Одер остават на свобода 21 000 пруски прусаци под командването на Гебхард Блюхер. Френският напредък пречи на неговия корпус да пресече Одер или да се придвижи към Шчечин, за да търси транспорт по вода към Източна Прусия. Бернадот започва безмилостно преследване на Блюхер, като се завързват няколко сражения, а по-късно към него се присъединяват Мюра и Султ в т.нар. „преследване на тримата маршали“. След това Блюхер се отправя на запад, за да премине в неутрална Дания, но датчаните изпращат армията си на границата с намерение да атакуват всеки, който се опита да я пресече. След това прусаците нарушават неутралитета на ханзейския град Любек и го укрепват с намерението на път за дома да обединят сили със съюзническия шведски контингент там и с кораби да достигнат безопасно пристанище. Корпусът на Блюхер и Уининг обаче е обкръжен и унищожен в битката при Любек на 6 и 7 ноември, след като I корпус на Бернадот, все още раздразнен от порицанието на императора, щурмува укрепените градски порти, нахлува по улиците и площадите, сломявайки опитите за съпротива и превзема командния пост на Блюхер (и неговия началник-щаб Герхард фон Шарнхорст), докато войските на Султ блокират всички пътища за бягство. Прусаците губят 3000 убити и ранени. На сутринта на 7 ноември Блюхер се предава лично на Бернадот и е пленен заедно с 9000 други. Обсадата на Магдебург завършва на 11 ноември с превземането на крепостта от Ней. Остават изолирани места на пруска съпротива, но основният враг на Наполеон вече е Русия.

## Резултати и последици
Поражението в тази битка стъписва Прусия. Убити е ранени са над 20 000 души, пленени са 10 000, пленена е и повечето от пруската артилерия. Убити, ранени и пленени са 20 генерали. До началото на януари 1807 капитулират крепостите Ерфурт, Шпандау, Шчечин, Костшин над Одрон, Ченстохова, Хамелн, Пласенбург, Глогов и Вроцлав.
Прусия е покорена. Победата на французите в кампанията от 1806 година е съкрушителна и безапелационна. По мнението на самия Наполеон, Йена е трети най-щастлив ден за него след победите при Маренго и Аустерлиц.
Според Клаузевиц Прусия „загива поради формата си на държавно управление“. Феодалното кралство на Фридрих Вилхелм III, застопорено в развитието си поради упадъка на правителствения апарата и опиращо се единствено на заслугите на своите предци, не издържа сблъсъка с революционно-новаторската Франция, която прилага нова тактика на водене на бойни действия и по-прагматичен подход на Наполеон при назначенията на ръководни постове в армията.
След поражението при Йена в Прусия започва модернизация на армията, чиито идеолози и реализатори са Клаузевиц, Шарнхорст и Гнайзенау.